# Doneil Henry
Doneil Jor-Dee Ashley Henry, noto semplicemente come Doneil Henry (Brampton, 24 aprile 1993), è un ex calciatore canadese, di ruolo difensore.